# Coldspring (New York)
Pour les articles homonymes, voir Cold Spring.
Coldspring est une ville située dans le comté de Cattaraugus, dans l' État de New York, aux États-Unis,. En 2020, elle comptait une population de 661 habitants, estimée au 1er juillet 2021 à 656 habitants. La municipalité est fondée en 1837.

## Démographie
Lors du recensement de 2020, la ville comptait une population de 661 habitants. Elle est estimée, en 2021, à 656 habitants.